# Atomic City
Atomic City is een plaats (city) in de Amerikaanse staat Idaho, en valt bestuurlijk gezien onder Bingham County.

## Demografie
Bij de volkstelling in 2000 werd het aantal inwoners vastgesteld op 25.
In 2006 is het aantal inwoners door het United States Census Bureau geschat op eveneens 25.

## Geografie
Volgens het United States Census Bureau beslaat de plaats een oppervlakte van
0,3 km², geheel bestaande uit land. Atomic City ligt op ongeveer 1528 m boven zeeniveau.

## Plaatsen in de nabije omgeving
De onderstaande figuur toont nabijgelegen plaatsen in een straal van 56 km rond Atomic City.